# Arno Zeuner
Arno Zeuner (* 3. April 1935; † 28. Mai 2025) war ein deutscher Sportpädagoge und Hochschullehrer.

## Leben
Zeuner studierte in Leipzig von 1954 bis 1959, war anschließend im Schuldienst als Lehrer für Sport und Russisch tätig, dann als wissenschaftlicher Mitarbeiter, später Dozent und Professor an der Pädagogischen Hochschule in Zwickau. 1992 wurde er an die sportwissenschaftliche Fakultät der Universität Leipzig berufen, die sich zu der Zeit noch im Aufbau befand, und trat eine Professur für Schulsportdidaktik an.
In seiner Forschungsarbeit beschäftigte sich Zeuner insbesondere mit dem Schulsport und leitete unter anderem die Projekte „Synthese schulsportmethodischer Erkenntnisse“, „Die Einheit der Gegensätze - Ein didaktisches Verständnis von Methode (Sportunterricht)“, „Dialektik von Methode - ein schulsportdidaktischer Ansatz“ und „Sich anstrengen - ein vernachlässigtes Thema der Schulsportdidaktik“. Er veröffentlichte zahlreiche Sammelwerksbeiträge und Zeitschriftenartikel zu Schulsportthemen und trieb an der sportwissenschaftlichen Fakultät der Universität Leipzig die Sportlehrerausbildung entscheidend voran. Er war Mitverfasser des 1997 erschienenen Lehrbuchs „Sportiv Leichtathletik“ und 2000 von „Sportiv Gerätturnen“, zudem gab er 1994 die Lehrbuchreihe „Erziehung zum Sporttreiben heraus“. Zum Thema Sport im Alter begleitete er gemeinsam mit Helmar Biering jahrelang Probanden zwischen 50 und 70 Jahren, um die Auswirkungen regelmäßigen Sporttreibens zu erforschen.